# Muriel Freeman
Muriel Boulton Smalley-Freeman (ur. 9 września 1897 w Worcester, zm. w 1980 w Northampton) – brytyjska florecistka, srebrna medalistka olimpijska.
Na igrzyskach olimpijskich w Paryżu w 1924 roku była czwarta we florecie indywidualnym. W rundzie finałowej wygrała dwa z pięciu pojedynków. Na rozgrywanych cztery lata później igrzyskach olimpijskich w Amsterdamie zdobyła srebrny medal. W rundzie finałowej wygrała sześć z siedmiu pojedynków i rozdzieliła dwie Niemki: Helene Mayer i Olgę Oelkers.
Nie zdobyła medalu mistrzostw świata.
Była mistrzynią kraju w latach 1927 i 1929.